# Thalassometridae
Thalassometridae zijn een familie van zeelelies uit de orde van de haarsterren (Comatulida).

## Geslachten
- Aglaometra A.H. Clark, 1913
- Cosmiometra A.H. Clark, 1909
- Crotalometra A.H. Clark, 1909
- Daidalometra A.H. Clark, 1916
- Horaeometra A.H. Clark, 1918
- Koehlermetra A.H. Clark, 1950
- Leilametra A.H. Clark, 1932
- Lissometra A.H. Clark, 1918
- Oceanometra A.H. Clark, 1916
- Parametra A.H. Clark, 1909
- Stenometra A.H. Clark, 1909
- Stiremetra A.H. Clark, 1909
- Stylometra A.H. Clark, 1908
- Thalassometra A.H. Clark, 1907